# Андрюшино (Вологодский район)
Андрюшино — деревня в Вологодском районе Вологодской области.
Входит в состав Новленского сельского поселения, с точки зрения административно-территориального деления — в Новленский сельсовет.
Расстояние по автодороге до районного центра Вологды — 62 км, до центра муниципального образования Новленского — 2 км. Ближайшие населённые пункты — Дмитриевское, Новленское, Марьинское, Коробово, Нестеровское, Каргачево.
По переписи 2002 года население — 14 человек.